# Yves Montand
Yves Montand (Monsummano Terme, 13 d'octubre de 1921 − Senlis, 9 de novembre de 1991), nascut amb el nom d'Ivo Livi, fou un cantant, actor de cinema i intèrpret de music-hall francès d'origen italià.
Yves Montand va néixer a Monsummano Alto, a la Toscana, Itàlia; fill de Josephine i Giovanni, uns camperols pobres de religió catòlica. El 1921, poc temps després del seu naixement, la família de Montand va emigrar a França. Quan van demanar la nacionalitat francesa, el pare va argüir que havien deixat Itàlia per escapar del règim de Mussolini. Montand va créixer a Marsella, on va treballar a la perruqueria de la seva germana i després als molls. Va començar la carrera en l'espectacle com a cantant de music-hall. El 1944 va ser descobert per Édith Piaf a París, que el va fer membre de la seva companyia artística i es convertí en la seva mentora i amant.
Va ser reconegut internacionalment, per protagonitzar nombroses pel·lícules. El 1951 es va casar amb la també actriu Simone Signoret i ambdós van coprotagonitzar diverses pel·lícules al llarg de les seves carreres. El matrimoni va durar fins a la mort d'ella el 1985, encara que Montand va tenir diverses amants àmpliament publicitades, principalment Marilyn Monroe, amb qui va realitzar una de les seves últimes pel·lícules, Let's Make Love.
Durant la seva carrera, Montand va actuar a nombroses pel·lícules estatunidenques, així com a Broadway. Va ser nominat per a un Premi César al millor actor el 1980 per I... comme Icare i novament el 1984 per Garçon!
El 1986, amb 65 anys, va fer una de les seves actuacions més memorables com l'oncle, a Jean de Florette, protagonitzada per Gérard Depardieu, i Manon des sources, coprotagonitzada per Emmanuelle Béart. La pel·lícula va ser un èxit mundial de crítica i va incrementar la seva fama als Estats Units, on va actuar en el programa televisiu Late Night amb David Letterman.

## Vida personal
L'únic fill de Montand, anomenat Valentín, nascut el 1988, va ser amb la seva ajudant Carole Amiel. En una demanda de paternitat que es va produir a França, una altra dona va acusar Montand de ser el pare de la seva filla i va anar als jutjats per obtenir una mostra de l'ADN d'ell. Montand s'hi va negar, però la dona va persistir en la seva tenacitat fins a la mort de l'actor. En un arbitratge judicial posterior, la dona va guanyar el dret que Montand fos exhumat i prengués una mostra al cadàver. Després del procés, l'anàlisi va demostrar que ell no era el pare de la nena.
En els seus últims anys, va viure a St. Paul de Vence, la Provença, fins a la seva mort. Va ser enterrat al cementiri Père Lachaise de París. El 9 de novembre de 1991, Yves Montand va morir a Senlis (al nord de París, França), víctima d'un infart, durant el rodatge de la pel·lícula IP5 (L'île aux pachydermes), de Jean-Jacques Beineix.

## Cançons
À bicylette, À Paris, Amour, mon cher amour, Bal, petit bal, Barbara, C'est si bon, Dans les plaines du Far West, Douce folie, En sortant de l'école, Est-ce ainsi que les hommes vivent?, J'aime t'embrasser, Je suis venu à pied, La fille du boulanger, L'assassin du dimanche, La Vie en rose, Les feuilles mortes, Le temps de cerises, Les chants des partisans, Les enfants qui s'aiment, Les grands boulevars, Ma Gigolette, Mathilda, Paris-canaille, Sous le ciel de Paris, Un gamin de Paris.

## Discografia

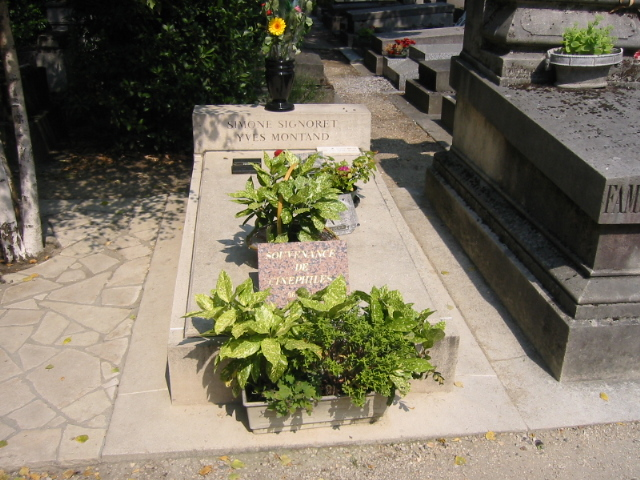
Tomba de Simone Signoret i d'Yves Montand al Cementiri de Père Lachaise de París

- Montand chante Prévert
- Flamence de Paris
- Mathilda

## Filmografia

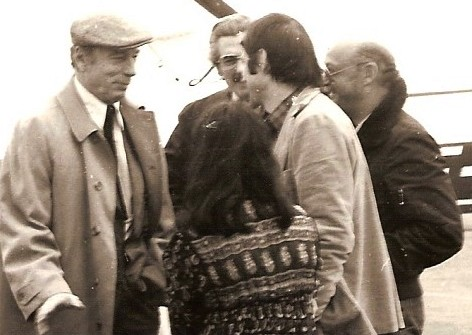
Yves Montand el 1982

Les seves pel·lícules més destacades són:
- 1944: Étoile sans lumière de Marcel Blistène: Pierre
- 1945: Silence...antenne de René Lucot - curt-
- 1946: Les portes de la nit (Les Portes de la nuit) de Marcel Carné: Diego
- 1948: L'Idole d'Alexandre Esway: Fontana
- 1949: La Ville et ses chansons de Jacques Planche - curt -
- 1950: Souvenirs perdus de Christian-Jaque: Raoul, a l'esquetx Un violon
- 1950: Parigi è sempre Parigi - de Luciano Emmer – només cançó -
- 1951: L'Auberge rouge de Claude Autant-Lara
- 1951: Mon ami Pierre de Paula Neurisse i Louis Félix
- 1952: Paris chante toujours ! de Pierre Montazel: ell mateix
- 1953: Le Salaire de la peur d'Henri-Georges Clouzot: Mario
- 1953: Etoiles au soleil de Jacques Guillon - Ell mateix - curt-
- 1954: Tempi nostri d'Alessandro Blasetti i Paul Paviot: Vasco
- 1954: L'Air de Paris de Marcel Carné – Només veu -
- 1955: Les héros sont fatigués d'Yves Ciampi: Michel Rivière
- 1955: Napoléon de Sacha Guitry: le Maréchal Lefebvre
- 1955: Margarida de la nit (Marguerite de la nuit) de Claude Autant-Lara: M.Léon
- 1956: Uomini e lupi de Giuseppe De Santis: Ricuccio
- 1957: Die Windrose de Joris Ivens i Yannick Bellon, a l'esquetx: Un matin comme les autres - Yves
- 1957: Les Sorcières de Salem de Raymond Rouleau: John Proctor
- 1957: La grande strada azzurra de Gillo Pontecorvo: Giovanni Squarcio
- 1958: Festa di maggio de Luis Saslavsky: Jean Meunier
- 1958: The Vikings de Richard Fleischer – Només la narració -
- 1959: La Legge de Jules Dassin: Matteo Brigante
- 1959: Django Reinhardt de Paul Paviot: veu en off
- 1960: Let's Make Love de George Cukor: Jean-Marc Clément / Alexander Dumas
- 1961: Sanctuary de Tony Richardson: Candy
- 1961: No em diguis adéu (Goodbye Again) d'Anatole Litvak: Roger Demarest
- 1962: La meva dolça geisha (My Geisha) de Jack Cardiff: Paul Robeix
- 1963: Le Joli Mai de Chris Marker - Només la narració -
- 1965: Compartiment tueurs de Costa-Gavras: l'inspector Grazziani, anomenat "Grazzi"
- 1966: La guerra s'ha acabat (La Guerre est finie) d'Alain Resnais: Diego Mora
- 1966: Is Paris Burning? de René Clément: Marcel Bizien
- 1966: Grand Prix de John Frankenheimer: Jean- Pierre Sarti
- 1966: Rotterdam Eurosport de Joris Ivens - curt, només el comentari -
- 1966: Le Cours d'une vie de Jean Desvilles i Jacques d'Arribehaude- curt, només el comentari -
- 1966: Louis Lecoin curt, només el comentari -
- 1967: Vivre pour vivre de Claude Lelouch: Robert Colomb
- 1968: Un soir, un train d'André Delvaux: Mathias, segons un llibre de Johan Daisne
- 1969: Mister Freedom de William Klein: el Capità Formidable
- 1969: Z de Costa-Gavras: el diputat
- 1969: Le Diable par la queue de Philippe de Broca: el baró César
- 1969: L'Aveu de Costa-Gavras: Gérard
- 1969: Le Deuxième Procès d'Arthur London de Chris Marker - migmetratge -
- 1969: Jour de tournage de Chris Marker - curt-
- 1969: Dieu a choisi Paris de Gilbert Prouteau – Només la veu -
- 1970: On a Clear Day You Can See Forever de Vincente Minnelli: Dr Marc Chabot
- 1970: El cercle vermell (Le Cercle rouge) de Jean-Pierre Melville: Jansen
- 1971: La Folie des grandeurs de Gérard Oury: Blaze
- 1972: Tout va bien de Jean-Luc Godard: Jacques
- 1972: César et Rosalie de Claude Sautet: César
- 1973: Le Fils de Pierre Granier-Deferre: Ange Orahona
- 1973: État de siège de Costa-Gavras: Philip Michael Santore
- 1973: Les Deux Mémoires de Jorge Semprún - Només la narració -
- 1974: La Solitude du chanteur de fond de Chris Marker (documental)
- 1974: Le Hasard et la violence de Philippe Labro: Laurent Bermann
- 1974: Tres amics, les seves dones i els altres (Vincent, François, Paul... et les autres) de Claude Sautet: Vincent
- 1974: T'es fou Marcel de Jean Rochefort - curt-
- 1974: Una mariposa en la noche de Armando Bó - curt, només la veu -
- 1974: Vive la France de Michel Audiard - documental, només la veu -
- 1975: Section spéciale de Costa-Gavras
- 1975: El meu home és un salvatge (Le Sauvage) de Jean-Paul Rappeneau: Martin
- 1976: Policia Python 357 (Police Python 357) d'Alain Corneau: l'inspector Marc Ferrot
- 1977: Le Grand Escogriffe de Claude Pinoteau: Morland
- 1977: Jacques Prévert de Jean Desvilles - curt, documental
- 1977: La Menace d'Alain Corneau: Henri Savin
- 1977: Le Fond de l'air est rouge de Chris Marker –
- 1978: Les Routes du sud de Joseph Losey: Jean Larréa
- 1979: Clair de femme de Costa-Gavras: Michel
- 1979: I comme Icare d'Henri Verneuil: el procurador Henri Volney
- 1981: Le Choix des armes d'Alain Corneau: Noël Durieux
- 1982: Tout feu, tout flamme de Jean-Paul Rappeneau: Victor Valance
- 1983: L'Été meurtrier de Jean Becker - només cançó -
- 1983: Garçon ! de Claude Sautet: Alex
- 1985: Tempête de neige sur la jungle de Jacques-Yves Cousteau - documental -
- 1986: Jean de Florette de Claude Berri: César Soubeyran anomenat "Papet"
- 1986: Manon des sources de Claude Berri: César Soubeyran anomenat "Papet"
- 1987: Beyond therapy de Robert Altman – només la veu -
- 1988: Tres entrades per al 26 (Trois places pour le 26) de Jacques Demy: ell mateix
- 1991: Netchaïev est de retour de Jacques Deray: Pierre Marroux
- 1992: IP5: L'île aux pachydermes de Jean-Jacques Beineix: Léon Marcel